# Solana del Castell
La Solana del Castell és una solana del terme municipal de Castell de Mur, dins de l'antic terme de Guàrdia de Tremp, en territori de la vila de Guàrdia de Noguera, al Pallars Jussà.
És al vessant meridional de la serra que allotja l'església de Sant Feliu de Guàrdia i el Castell de Guàrdia, davant i al nord de la vila de Guàrdia de Noguera, a l'esquerra del barranc de Mur. S'estén just dessota del Cingle del Castell, en una zona erma i costeruda, sense cap mena d'espai pla apte ni per al conreu ni per a l'habitatge.
Al davant seu, a migdia, en canvi, s'estén la riba dreta del barranc de Mur, on hi ha diverses fonts i sorgències que alimenten aquell costat de la vall, per exemple, la Bassa de Peremartell, la Font de Carme o la Roca de Janoi.